# Emil Nolde
Emil Nolde (7 de Agosto de 1867 - 15 de Abril de 1956), foi um pintor e gravador alemão-dinamarquês. Ele foi um dos primeiros expressionistas, membro do Die Brücke, e foi um dos primeiros pintores de pintura a óleo e aquarela do início do século XX a explorar a cor. Ele é conhecido por sua pincelada e escolha expressiva de cores. Amarelos dourados e vermelhos profundos aparecem com frequência em seu trabalho, dando uma qualidade luminosa a tons sombrios. Suas aquarelas incluem paisagens de tempestade vívidas e sombrias e florais brilhantes.
A intensa preocupação de Nolde com o tema das flores refletiu seu interesse pela arte de Vincent van Gogh.
Embora sua arte tenha sido incluída na exposição Entartete Kunst de 1937, Nolde era um racista, antissemita e um ferrenho defensor da Alemanha nazista.

## Principais obras
O trabalho de Nolde é exibido nos principais museus do mundo, incluindo Retrato de uma jovem e uma criança, Retrato de um homem (c. 1926) e Retrato de uma jovem (1913–1914) no Museu Hermitage, São Petersburgo, Rússia; e Prophet (1921) e Young Couple (1913) no Museu de Arte Moderna de Nova York. Sua impressão mais importante, O Profeta (1912), é um ícone da arte do século XX.
Entre seus óleos mais importantes estão Lesende junge Frau (1906), Blumengarten (ohne Figur) (1908) e Blumen und Wolken (1933).
Outras obras importantes:
- Lesende junge frau, 1906, óleo sobre tela, Kunsthalle Kiel
- Blumengarten (ohne Figur), 1908, óleo sobre tela, comprador da Sotheby's 8 de fevereiro de 2012
- Anna Wieds Garten, 1907, óleo sobre tela, coleção particular
- Steigende Wolken, 1927, óleo sobre tela, Karl-Ernst-Osthaus-Museum, Hagen
- Grosse Sonnenblumen, 1928, óleo sobre tela, The Metropolitan Museum of Art, Nova York
- Blumen und Wolken, 1933, óleo sobre tela, Museu Sprengel, Hanôver.

Nos últimos anos, as pinturas de Nolde atingiram preços de vários milhões de dólares americanos, em leilões realizados pelas principais casas de leilões internacionais. Em 8 de fevereiro de 2012, Blumengarten (ohne Figur) foi vendido pela Sotheby's em Londres por US$ 3 272 673.

## Pinturas

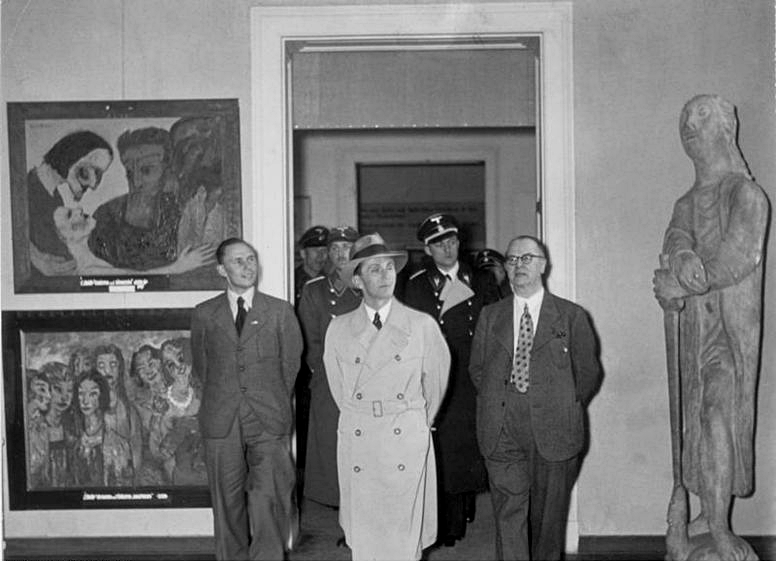
Foto da Exposição de Arte Degenerada na Haus der Kunst visitada por Goebbels com duas pinturas de Nolde (penduradas à esquerda da porta), em fevereiro de 1938.